# Restauratie (bosbeheer)
Restauratie in het bosbeheer betekent dat men een bos dat door menselijk ingrijpen of bijvoorbeeld door bosbrand is aangetast, zo veel mogelijk in de oude, natuurlijke staat probeert terug te brengen. Restauratie gaat verder dan herbebossing in de zin dat niet alleen nieuwe bomen geplant worden, maar dat gekeken wordt naar het zelfhelend vermogen van een bos als ecosysteem.
Een meer technische definitie is: "Restauratie van een bos is een geheel van activiteiten die als doel hebben ecologische processen opnieuw in gang te zetten die het herstel van de structuur, van het ecologisch functioneren en van de biodiversiteit van een bos versnellen, zodat deze die van een climaxbos benaderen."
Om restauratie van bossen te laten slagen, is meestal samenwerking tussen verschillende stakeholders nodig: overheden, wetenschappers, bedrijfsleven, milieuorganisaties en bewonersgroepen. Vaak wordt ervoor gezorgd dat het gerestaureerde bos ook bomen bevat die een economische waarde hebben voor de bewoners, bijvoorbeeld bomen die vruchten dragen, of oliehoudende zaden. Financiële mechanismen waarin de plaatselijke bevolking voor ecologische diensten betaald worden kunnen ook een motivator zijn.
Om te kunnen meten of restauratie van een bos succesvol is, kijkt men onder andere naar biodiversiteit, biomassa, productie van vruchten en zaden, organisch materiaal en wateropnamecapaciteit van de bodem, de terugkeer van bepaalde dier- of plantensoorten en het vasthouden van koolstofdioxide.
Restauratie kan met elk gedegradeerd bos plaatsvinden. Aangetaste bossen in beschermde natuurgebieden hebben vaak de prioriteit.

Gedegradeerd bos in het Nationaal park Doi Suthep-Pui in Thailand in 2000.
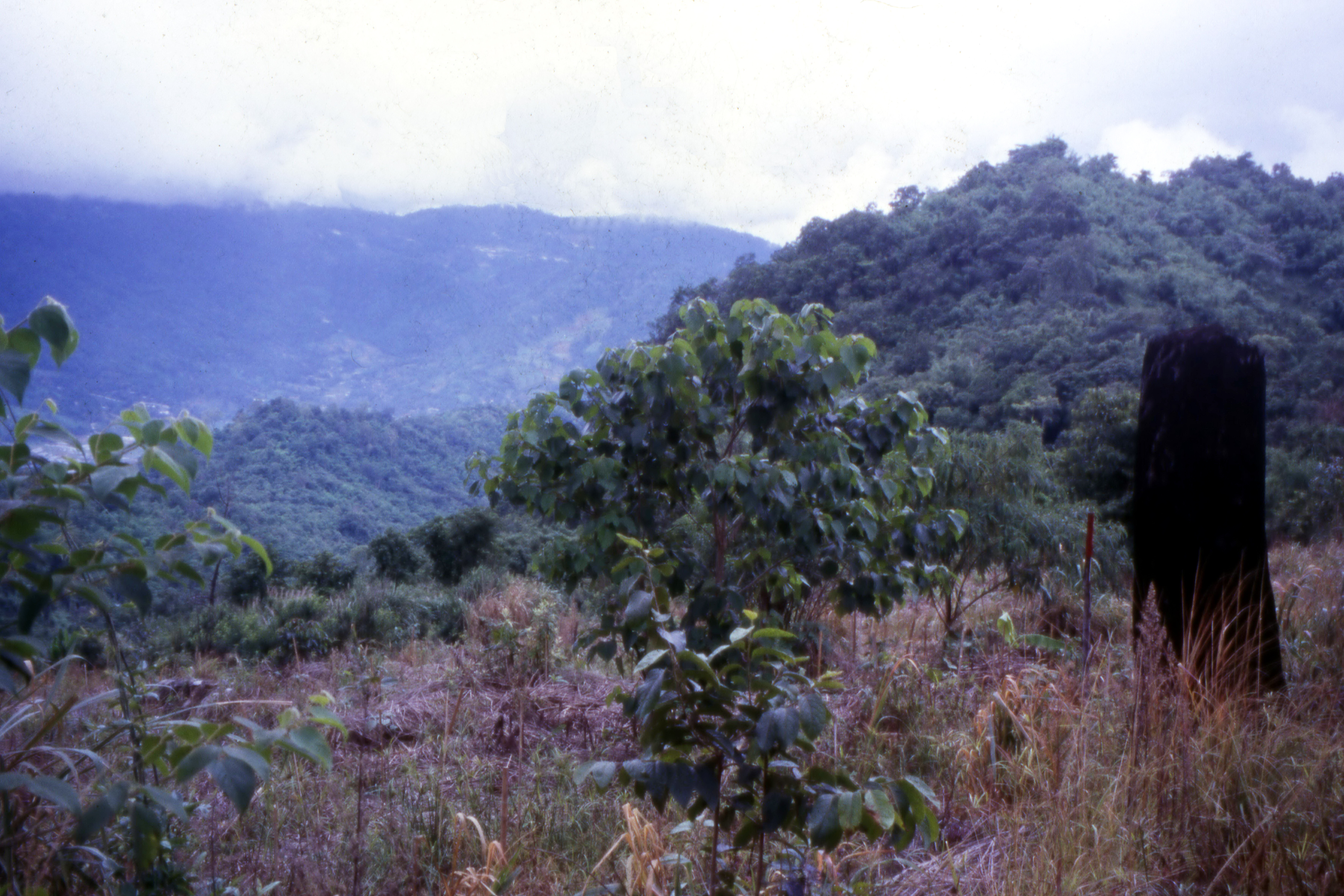
Samenwerking tussen wetenschappers en de lokale bevolking zorgde ervoor dat in 2001 de eerste bomen opnieuw begonnen te groeien.
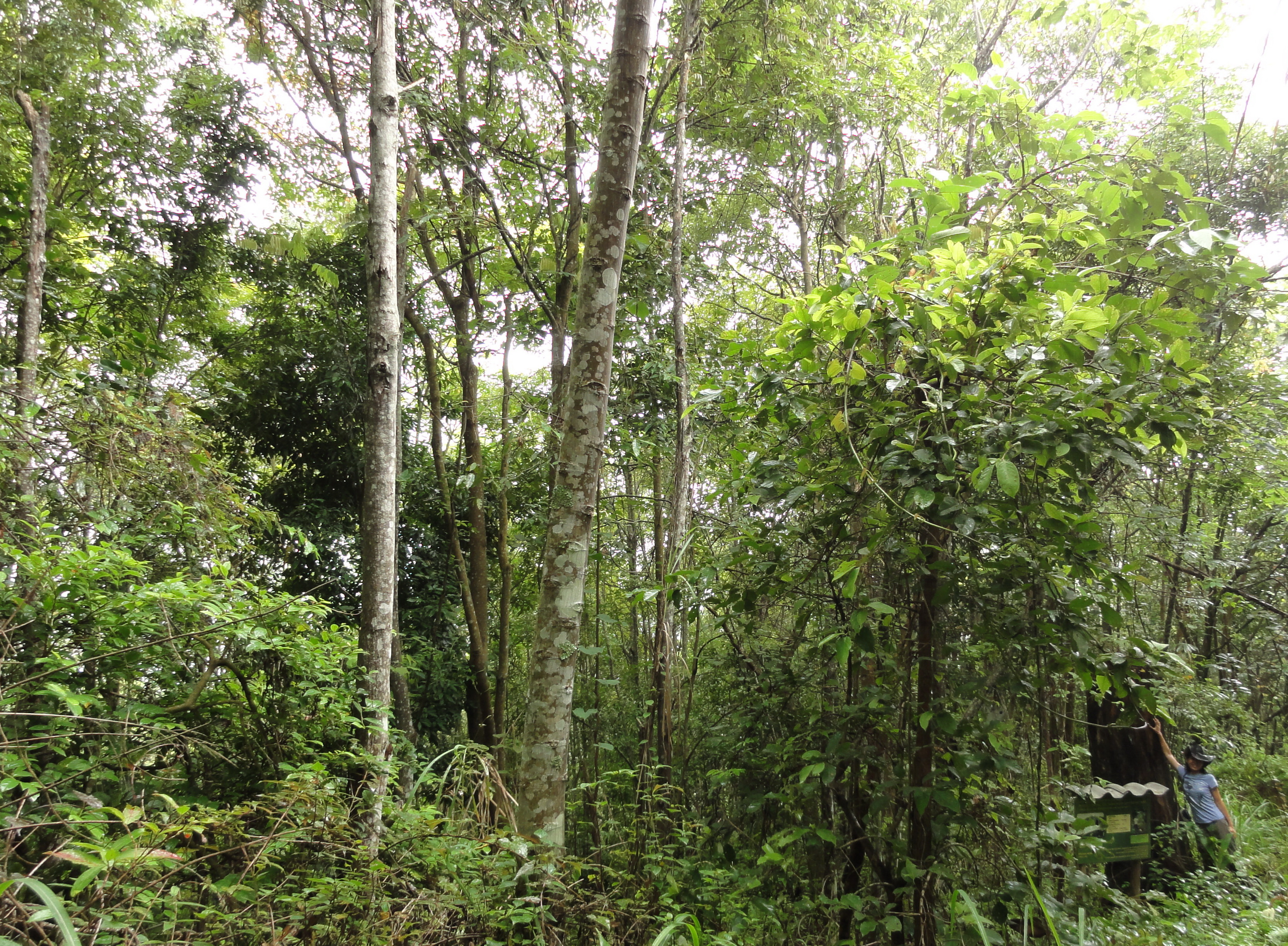
De situatie in 2012. De afgebrande boomstronk is nog net tussen de bomen door te zien.